# Bible of a Pimp
«Bible of a Pimp» — компіляція американського репера Too Short, видана лейблами Riot Records та Sumo Productions 17 квітня 2007 р. Реліз складається з ремастованих треків з перших трьох міні-альбомів виконавця, які 75 Girls Records and Tapes випустив у період 1983–1986 рр. Виконавчі продюсери: Дін Годжес, Джоел Тетл, City Hall Records. Виконавчий співпродюсер: NickyPearl.com. Бонусний DVD містить ексклюзивні інтерв'ю.

## Список пісень

### CD 1
1. «Invasion of the Flat Booty Bitches»
2. «She's a Bitch»
3. «Bitch Sucks Dick»
4. «Blowjob Betty»
5. «Short Side»
6. «Playboy Short»
7. «From Here to New York»
8. «Girl (That's Your Life)»
9. «Coke Dealers»

### CD 2
1. «Female Funk»
2. «Oakland California»
3. «Don't Stop Rappin'»
4. «Shortrapp»
5. «Wild Wild West»
6. «Every Time»
7. «Dance (Don't Geek)»
8. «Don't Ever Stop»
9. «Players»